# Colville Bay
Die Colville Bay ist eine Bucht an der Westküste der Coromandel Peninsula im Norden der Nordinsel von Neuseeland.

## Geographie
Die Bucht befindet sich rund 15 km nördlich von Coromandel und damit am südlichen Ende der Moehau Range, die sich über rund 17 km über die nördliche Spitze der Coromandel Peninsula hinziehen. Die Bucht besitzt eine Tiefe von rund 3 km und eine maximale Breite von rund 2 km. Zum Hauraki Gulf hin öffnet sich die Bucht auf eine Breite von rund 1,6 km. Der östliche Teil der Bucht ist größtenteils verlandet und läuft bei Ebbe auf rund 1 km hin trocken.
Die kleine Siedlung Colville befindet sich am südöstlichen Teil der Bucht, im Mündungsgebiet des Umangawha Stream.

## Geschichte
Die Bucht wurde im November 1769 von dem britischen Seefahrer und Entdecker, Kapitän James Cook Cabbage Bay genannt und später nach dem Cape Colville an der Spitze der Coromandel Peninsula zu Ehren des britischen Admiral Charles Colville benannt.